# 섹스의 반대말
《섹스의 반대말》(영어: The Opposite of Sex)은 미국에서 제작된 돈 루스 감독의 1998년 독립 로맨틱 다크 코미디 영화이다. 루스의 첫 영화 연출작이다. 크리스티나 리치, 마틴 도너번, 리사 쿠드로 등이 출연하였고, 데이비드 커크패트릭 등이 제작에 참여하였다.
1998년 선댄스 영화제에서 최초 상영되었으며, 소니 픽처스 클래식스를 통해 1998년 5월 22일 제한 개봉하였다. 1999년 제56회 골든 글로브상에서 크리스티나 리치가 코미디·뮤지컬 영화 부문 여우 주연상 후보에 올랐다.

## 줄거리
전 남자친구 랜디의 아이를 가진 16살 디디는 이 사실을 숨기고 이복 오빠 빌의 집으로 가출한다.
게이인 빌은 보수적인 인디애나주 세인트조지프군 교외 동네에서 교사로 재직 중이며, 양성애자 남자친구 맷과 동거하고 있지만 에이즈로 사망한 전 남자친구 톰의 죽음을 여전히 애석해하고 있다. 톰을 우상시했던 톰의 여동생 루시아는 지금도 빌과 가족처럼 지낸다.
디디는 맷을 유혹해 잠자리를 가진 뒤 자신을 임신시킨 걸로 믿게 만들고 톰의 유해를 훔쳐 함께 도피한다. 빌과 루시아가 추적 끝에 로스앤젤레스까지 쫓아오자 디디는 톰의 유해를 인질로 삼고 몸값을 요구한다.
역시 디디를 찾던 랜디가 나타나자 디디는 맷을 버리고 랜디와 함께 도망치지만, 디디와 랜디는 다툼에 이르고 이 과정에서 디디는 우발적으로 랜디를 쏜다. 디디는 다시 맷과 캐나다로 도망친다.
한편 톰이 남성 간 성행위를 해서 사망했다는 취지의 발언을 하면서 루시아는 빌과 사이가 틀어진다. 울적해진 루시아는 그간 자신에게 관심을 보여 왔지만 무시로 대응했던 보안관 칼과 하룻밤을 보내고 그 결과 임신한다.
다시 디디와 맷을 찾아낸 빌은 분만실에 들어가 디디가 출산하는 내내 곁에 있어 준다. 디디는 톰의 유해를 돌려주며 사과한다. 디디는 결국 감옥에서 몇 달을 보내고 그 사이 빌이 아기를 돌본다. 빌은 디디의 가석방 담당관과 연인이 되고, 디디는 빌이 아이와 함께 있는 모습을 지켜보면서 아기가 빌 곁에 있는 편이 낫겠다고 판단한다.
디디는 냉소적인 어조로 성행위는 아이, 질병, 인간 관계 같은 최악의 결과로 이어지기 때문에 사람들은 성행위를 원해선 안 된다고 결론을 내린다. 곧 영화는 성관계를 가진 사람들이 피상적인 성적 만족에 그치지 않고 서로를 아끼는 다양한 인간 관계 양상으로 진입한 모습을 보여주며 끝을 맺는다.

## 출연진
- 크리스티나 리치 - 디디 트루잇 역
- 아이번 세어게이 - 맷 머테이오 역
- 마틴 도너번 - 빌 트루잇 역
- 리사 쿠드로 - 루시아 더루리 역
- 라일 러빗 - 칼 티핏 역
- 윌리엄 리 스콧 - 랜디 케이츠 역
- 조니 갈렉키 - 제이슨 복 역
- 콜린 퍼거슨 - 톰 더루리 역
- 댄 부커틴스키 - 티머시 역
- 촌시 리어파디 - 조 역
- 로드니 이스트먼 - 타이 역
- 레슬리 그로스먼 - 여학생 역

## 기타 제작진
- 배역: 어맨다 매키 존슨, 캐시 샌드리치
- 미술: 마이클 폴 클로슨
- 의상: 피터 미첼